# الاتفاقية الاقتصادية التجارية الشاملة
الاتفاقية الاقتصادية التجارية الشاملة (بالإنجليزية: Comprehensive Economic and Trade Agreement) وبشكل غير رسمي اتفاقية التجارة بين أوروبا وكندا هي اتفاقية تجارة حرة بين كندا والاتحاد الأوروبي. تم تطبيقه مؤقتًا، وبالتالي تم إزالة 98٪ من التعريفات الموجودة مسبقًا بين الكيانين.
اختتمت المفاوضات في أغسطس 2014. وافقت جميع الدول الأعضاء في الاتحاد الأوروبي البالغ عددها 27 والدول الأعضاء السابقة المملكة المتحدة على النص النهائي لـ سيتا المهيأ للتوقيع، مع كون بلجيكا هي الدولة الأخيرة التي منحت موافقتها. جاستن ترودو رئيس وزراء كندا سافر إلى بروكسل في 30 أكتوبر 2016 للتوقيع نيابة عن كندا. وافق البرلمان الأوروبي على الصفقة في 15 فبراير 2017. الاتفاقية كونها اتفاقية مختلطة تخضع لتصديق الاتحاد الأوروبي وجميع الدول الأعضاء في الاتحاد الأوروبي من أجل تطبيقها بالكامل. حتى ذلك الحين سيتم تطبيق أجزاء كبيرة بشكل مؤقت اعتبارًا من 21 سبتمبر 2017، باستثناء حماية الاستثمار. قد تدخل حيز التنفيذ بالكامل فقط إذا ما أقرت من جميع الأعضاء، بالإضافة إلى التصديقات الوطنية، ولم يتم إعطاء رأي سلبي حول آلية تسوية المنازعات من قبل محكمة العدل الأوروبية بعد طلب رأي من بلجيكا. صرحت محكمة العدل الأوروبية في 30 أبريل 2019 في رأيها أن آلية تسوية المنازعات تتوافق مع قانون الاتحاد الأوروبي. لا يزال الاتفاق مطبقًا بشكل مؤقت، لأن 16 دولة فقط من الدول الأعضاء في الاتحاد الأوروبي صدقت على الاتفاقية حتى الآن.
تشير المفوضية الأوروبية إلى أن المعاهدة ستؤدي إلى توفير ما يزيد قليلاً عن نصف مليار يورو كضرائب لمصدري الاتحاد الأوروبي كل عام، والاعتراف المتبادل في المهن المنظمة مثل المهندسين المعماريين والمحاسبين والمهندسين، ونقل أسهل لموظفي الشركات وغيرهم من المهنيين بين الاتحاد الأوروبي وكندا. تدعي المفوضية الأوروبية أن سيتا ستخلق مجالًا أكثر تكافؤًا بين كندا والاتحاد الأوروبي بشأن حقوق الملكية الفكرية.
يؤكد أنصار سيتا على أن الاتفاقية ستعزز التجارة بين الاتحاد الأوروبي وكندا وبالتالي تخلق وظائف جديدة وتسهل العمليات التجارية من خلال إلغاء الرسوم الجمركية وفحص البضائع والرسوم الأخرى المختلفة وتسهيل الاعتراف المتبادل بالدبلومات وتنظيم نزاعات الاستثمار من خلال إنشاء نظام جديد ونظام المحاكم. يعتبر المعارضون أن قانون سيتا من شأنه أن يضعف حقوق المستهلك الأوروبي، بما في ذلك معايير الاتحاد الأوروبي العالية المتعلقة بسلامة الغذاء، وينتقدونه باعتباره نعمة فقط للشركات الكبرى والشركات متعددة الجنسيات، بينما يخاطرون بخسائر صافية والبطالة والأضرار البيئية التي تؤثر على المواطنين الأفراد. تتضمن الصفقة أيضًا آلية مثيرة للجدل لتسوية المنازعات بين المستثمرين والدول، مما يجعل المنتقدين يخشون من أن الشركات متعددة الجنسيات يمكن أن تقاضي الحكومات الوطنية مقابل مليارات الدولارات إذا اعتقدوا أن سياسات الحكومة كان لها تأثير سيء على أعمالهم. خلص استطلاع أجراه معهد أنجوس ريد في فبراير 2017 إلى أن 55٪ من الكنديين يؤيدون اتفاقية سيتا، بينما يعارضها 10٪ فقط. ومع ذلك فقد تضاءل الدعم مقارنةً بالاستطلاع الذي تم إجراؤه في عام 2014. في المقابل تتمتع اتفاقية التجارة الحرة لأمريكا الشمالية نافتا بنسبة دعم بلغت 44 بالمائة بين الكنديين في فبراير 2017. على عكس كندا، أثارت الاتفاقية احتجاجات في عدد من الدول الأوروبية.

## بحث بتكليف من الأطراف
قدم تقييم تأثير استدامة التجارة بين الاتحاد الأوروبي وكندا وهو دراسة من ثلاثة أجزاء بتكليف من المفوضية الأوروبية لخبراء مستقلين واكتملت في سبتمبر 2011، توقعًا شاملاً لتأثيرات سيتا، ويتوقع عددًا من التأثيرات الاقتصادية الكلية والقطاعية، مما يشير إلى أن الاتحاد الأوروبي قد يشهد زيادات في الناتج المحلي الإجمالي الحقيقي بنسبة 0.02-0.03٪ على المدى الطويل من سيتا، بينما قد تشهد كندا زيادات تتراوح بين 0.18 و0.36٪، يقترح قسم الاستثمار في التقرير أن هذه الأرقام يمكن أن تكون أعلى عند أخذ زيادات الاستثمار في الاعتبار. على المستوى القطاعي، تتنبأ الدراسة بأكبر المكاسب في الإنتاج والتجارة التي سيحفزها تحرير الخدمات وإلغاء التعريفات الجمركية المطبقة على المنتجات الزراعية الحساسة، كما تشير أيضًا إلى أن سيتا يمكن أن يكون لها تأثير اجتماعي إيجابي إذا تضمنت أحكامًا بشأن معايير العمل الأساسية وبرنامج العمل اللائق لمنظمة العمل الدولية تتناول الدراسة بالتفصيل مجموعة متنوعة من التأثيرات في مختلف المكونات «الشاملة» لـ سيتا: فهي تناصر أحكام تسوية المنازعات بين الدولة والمستثمر المثيرة للجدل على غرار اتفاقية التجارة الحرة لأميركا الشمالية. يتوقع الفوائد غير المتوازنة المحتملة من فصل المشتريات الحكومية، يفترض أن سيتا ستؤدي إلى تنسيق تصاعدي في لوائح حقوق الملكية الفكرية، ولا سيما تغيير قوانين حقوق الملكية الفكرية الكندية، ويتنبأ بالآثار من حيث سياسة المنافسة والعديد من المجالات الأخرى.

## العلاقات الاقتصادية بين الدول
تتمتع كندا والاتحاد الأوروبي بتاريخ طويل من التعاون الاقتصادي. فهي تضم 28 دولة عضوًا يبلغ إجمالي عدد سكانها أكثر من 500 مليون نسمة وناتج محلي إجمالي يبلغ 13.0 تريليون يورو في عام 2012، يُعد الاتحاد الأوروبي ثاني أكبر سوق منفردة في العالم، ومستثمرًا وتاجرًا أجنبيًا. بصفته كتلة متكاملة يمثل الاتحاد الأوروبي ثاني أكبر شريك تجاري لكندا في السلع والخدمات. في عام 2008 بلغ إجمالي صادرات السلع والخدمات الكندية إلى الاتحاد الأوروبي 52.2 مليار دولار كندي، بزيادة قدرها 3.9٪ عن عام 2007، وبلغت الواردات من الاتحاد الأوروبي 62.4 مليار دولار.
وفقًا لإحصاءات كندا يعد الاتحاد الأوروبي أيضًا ثاني أكبر مصدر للاستثمار الأجنبي المباشر في كندا، حيث بلغ رصيد الاستثمار الأجنبي المباشر 133.1 مليار دولار في نهاية عام 2008. في عام 2008 كان رصيد الاستثمار الكندي المباشر في الاتحاد الأوروبي بلغ مجموعها 136.6 مليار دولار، والاتحاد الأوروبي هو وجهة 21.4٪ من الاستثمار الكندي المباشر في الخارج. وفقًا لـ ستات، حدد الاتحاد الأوروبي كندا كثالث أكبر وجهة لها ورابع أكبر مصدر للاستثمار الأجنبي المباشر في عام 2007.

## التوقيع والتصديق
لم يكن واضحًا في البداية ما إذا كان يتعين على الدول الأعضاء في الاتحاد الأوروبي التصديق على الاتفاقية أم لا، حيث اعتبرت المفوضية الأوروبية أن المعاهدة ستكون من اختصاص الاتحاد الأوروبي فقط. ومع ذلك وفي يوليو 2016 تقرر أن يتم تصنيف سيتا على أنها «اتفاقية مختلطة» وبالتالي يتم التصديق عليها من خلال الإجراءات الوطنية أيضًا.
قبل وقت قصير من التوقيع المقرر على سيتا في 27 أكتوبر 2016، أعلنت بلجيكا أنها غير قادرة على التوقيع على المعاهدة، حيث كانت الموافقة مطلوبة من قبل جميع الحكومات الإقليمية. كانت الحكومة الفيدرالية وفلاندرز اللتان كانتا تحكمهما حكومتا يمين الوسط ميشال وحكومة برجوازية على التوالي مؤيدة، بينما كانت الجماعة الفرنسية والونيا وبروكسل التي كانت تقودها أحزاب يسار الوسط التي كانت معارضة على المستوى الفيدرالي قد رفضت المعاهدة. في 27 أبريل 2016 كان البرلمان الوالوني قد تبنى بالفعل قرارًا يعارض سيتا. في 13 أكتوبر 2016 دافع ديفيد لاميتي عن سيتا أمام لجنة برلمانية والون. في اليوم التالي أكد البرلمان الوالوني معارضته. وقاد الوزير والولوني بول ماجنيت المعارضة داخل بلجيكا قبل وقت قصير من التوقيع المخطط.
تم حل الخلاف الداخلي البلجيكي في الأيام الأخيرة من شهر أكتوبر، مما مهد الطريق لتوقيع سيتا. في 28 أكتوبر سمحت البرلمانات الإقليمية البلجيكية بمنح السلطات الكاملة للحكومة الفيدرالية، وفي اليوم التالي أعطى وزير الخارجية ديدييه رينديرز توقيعه نيابة عن بلجيكا. في اليوم التالي وبالتحديد يوم الأحد 30 أكتوبر 2016 تم التوقيع على المعاهدة من قبل رئيس الوزراء الكندي جاستن ترودو، ورئيس المجلس الأوروبي دونالد تاسك ورئيس المفوضية الأوروبية جان كلود يونكر ورئيس الوزراء السلوفاكي روبرت فيكو حيث كانت سلوفاكيا تتولى الرئاسة لمجلس الاتحاد الأوروبي في النصف الثاني من عام 2016.
بعد التوقيع وموافقة البرلمان الأوروبي وتصديق كندا، تطبق سيتا مؤقتًا منذ 21 سبتمبر 2017، في انتظار تصديقها من قبل الدول الأعضاء في الاتحاد الأوروبي والاتحاد الأوروبي وكندا. يكتمل الإجراء عندما يتم إيداع وثيقة التصديق ويتطلب في العديد من البلدان موافقة البرلمان.
اعتبارًا من ديسمبر 2020 أودعت ست عشرة دولة وثائق التصديق الخاصة بها: النمسا وكرواتيا وجمهورية التشيك والدنمارك وإستونيا وفنلندا ولاتفيا وليتوانيا ولوكسمبورغ ومالطا والبرتغال ورومانيا وسلوفاكيا وإسبانيا والسويد والمملكة المتحدة. صوت البرلمان القبرصي ضد التصديق في 31 يوليو 2020.

### التحدي القانوني
في ألمانيا، هناك شكوى دستورية قدمها أكثر من 125.000 شخص جعلت المحكمة الدستورية الفيدرالية في 13 أكتوبر 2016 تدرس ما إذا كان قابليتها للتطبيق المؤقت متوافقة مع القانون الأساسي الألماني. وقد أكدت المحكمة الدستورية الاتحادية ذلك من حيث المبدأ، ومع ذلك يجب أن تضمن الحكومة الفيدرالية:
- أن قرار المجلس بشأن التطبيق المؤقت سيشمل فقط مجالات سيتا التي هي بلا منازع ضمن اختصاص الاتحاد الأوروبي.
- أنه حتى يتم اتخاذ قرار من المحكمة الدستورية الفيدرالية، فإن الشيء الرئيسي هو أن القرارات المتخذة في لجنة سيتا المشتركة ستكون مرتبطة بشكل ديمقراطي.

لن يتم التصويت للتصديق من قبل البوندستاغ والبوندسرات قبل صدور حكم المحكمة الدستورية الفيدرالية كما حدث. في يناير 2020 لم يكن معروفًا متى سيتم اتخاذ هذا القرار.
في سبتمبر 2017 طلبت بلجيكا رأي محكمة العدل الأوروبية حول ما إذا كان نظام تسوية المنازعات في سيتا متوافقًا مع قانون الاتحاد الأوروبي. لا يمكن أن تدخل الاتفاقية حيز التنفيذ حتى تعطي محكمة العدل الأوروبية رأيها ولا إذا كان رأي محكمة العدل الأوروبية هو أن سيتا لا تتوافق مع قانون الاتحاد الأوروبي. في 30 أبريل 2019 أصدرت محكمة العدل الأوروبية رأيها بأن نظام حل النزاعات بين المستثمرين والدول في سيتا متوافق مع قانون الاتحاد الأوروبي.